# Vivian Maier
Vivian Maier (1. februar 1926 i New York – 21. april 2009) var en amerikansk gadefotograf, som var opvokset i Frankrig.
Hun var datter af franske Maria Jaussaud og østrigske Charles Maier. Faren forlod mor og datter i 1930'erne. Da hun var 25 flyttede hun til New York, og hvor efter hun havnede i Chicago, hvor hun begyndte at arbejde som barnepige, noget hun forsatte med i omkring 40 år. I løbet af de år tog hun omkring 100 000 fotografier, hovedsagelig af mennesker på gaderne i Chicago og New York, men også i andre lande da hun rejste noget.

## Trykte publikationer
- John Maloof, red. (2011). Vivian Maier: Street Photographer. powerHouse Books. ISBN 978-1-57687-577-3.
- Cahan, Richard and Williams, Michael, Vivian Maier: Out of the Shadows. CityFiles Press, 2012. ISBN 0978545095; ISBN 978-0978545093
- John Maloof, red. (2013). Vivian Maier: Self-Portraits. powerHouse Books. ISBN 978-1-57687-662-6.
- Cahan, Richard and Williams, Michael, Eye to Eye: Photographs by Vivian Maier. CityFiles Press, 2014.
- Hesselholdt, Christina: Vivian Maier - roman. Rosinante, 2016. ISBN 978-87-638-4379-9.

## Dokumentarfilm om Maier
- Vivian Maier: Who Took Nanny's Pictures (2013), instrueret af Jill Nicholls, produceret af BBC.[2] Denne film blev re-cut og udgivet i USA i december 2013 som The Vivian Maier Mystery.[3]

- Finding Vivian Maier (2013), instrueret af John Maloof og Charlie Siskel[4]